# Kamenica (miasto Kragujevac)
Kamenica (cyr. Каменица) – wieś w Serbii, w okręgu szumadijskim, w mieście Kragujevac. W 2011 roku liczyła 329 mieszkańców.